# Ringo Rama
Ringo Rama ist das 21. Musikalbum, beziehungsweise das 13. Studioalbum von Ringo Starr nach der Trennung der Beatles. Es wurde am 25. März 2003 in Europa (USA: 24. März 2003) veröffentlicht.

## Entstehungsgeschichte

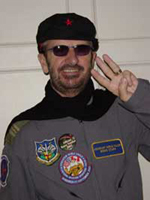
Ringo Starr, 2004

Nach der Veröffentlichung seines Studioalbums I Wanna Be Santa Claus im Oktober 1999, das ausschließlich Weihnachtslieder enthielt, entschied sich Ringo Starr das musikalische Konzept von Vertical Man fortzuführen. Es ist das dritte Studioalbum, das Mark Hudson und Ringo Starr gemeinsam produzierten. Die überwiegende Kompositionsarbeit wurde erneut von Ringo Starr, Mark Hudson, Steve Dudas und Dean Grakal ausgeführt. Weiterhin waren wiederum prominente Musiker wie David Gilmour, Eric Clapton und Willie Nelson an diesem Album beteiligt.
Im Gegensatz zu Vertical Man blieb bei diesem Album aber der kommerzielle Erfolg aus.
Die wenigen Informationen über das Album stammen von einem Interview mit Jody Denberg, das im November 2003 als Bestandteil der US-amerikanischen Deluxe-Edition veröffentlicht worden ist. Laut Aussage von Ringo Starr wurden insgesamt 16 Lieder aufgenommen, elf davon in Großbritannien überwiegend im Rocca Bella Studio sowie fünf weitere in Los Angeles in den USA. Die Aufnahmedaten für das Album sind nicht dokumentiert, sie erstreckten sich wahrscheinlich zwischen dem Frühling des Jahres 2002 und dem Herbst/Winter des Jahres 2002, dieser Zeitraum ist aus dem Interview zu entnehmen. Im Jahr 2002 war Ringo Starr mit der All-Starr Band nicht auf Tournee.
Die Abmischung der Lieder fand in den Astoria Studios statt.
Das Lied Never Without You wollte Ringo Starr ursprünglich zum Andenken an John Lennon, George Harrison und Harry Nilsson schreiben, er entschied sich dann aber, es ausschließlich George Harrison zu widmen. Das Lied wurde laut Aussage von Ringo Starr vier Monate nach dem Tode von George Harrison aufgenommen. Starr spielte alle Instrumente auf dem "versteckten" Track I Really Love Her und sang im Duett mit Willie Nelson auf Write One For Me. Der Schlusssong English Garden enthält Elemente von dem Wings-Lied Let 'Em In.
Insgesamt wirkt das Album musikalisch mehr „Rock-orientierter“ als seine Vorgängeralben.
Ringo Rama war das zweite Album von Ringo Starr, das bei Koch Records erschien.
Im Juni 2003 nahm Ringo Starr mit Jools Holland & his Rhythm & Blues Orchestra das Lied Boys auf, das auf dem Album Jack O the Green Small World Big Band Friends 3 veröffentlicht wurde.

## Covergestaltung
Das Cover entwarf Tyrone Drake. Die Coverillustrationen stammten von Mark Hudson. Der CD liegt ein bebildertes achtseitiges (Deluxe-Version: zwölfseitiges) Begleitheft bei, das Informationen zum Album enthält.

## Titelliste
1. Eye to Eye (Richard Starkey a/Mark Hudson/Steve Dudas/Dean Grakal) – 3:19
2. Missouri Loves Company (Richard Starkey/Mark Hudson/Steve Dudas/Dean Grakal) – 3:33
3. Instant Amnesia (Richard Starkey/Mark Hudson/Steve Dudas/Dean Grakal) – 5:12
4. Memphis in Your Mind (Richard Starkey/Mark Hudson/Gary Burr/Steve Dudas/Dean Grakal) – 3:13
5. Never Without You (Richard Starkey/Mark Hudson/Gary Nicholson) – 5:24
6. Imagine Me There (Richard Starkey/Mark Hudson/Gary Burr) – 3:55
7. Think Therefore I Rock and Roll (Richard Starkey/Mark Hudson/Dean Grakal/Paul Santo) – 3:25
8. Trippin’ on My Own Tears (Richard Starkey/Mark Hudson/Gary Burr/Dean Grakal) – 3:31
9. Write One for Me (Richard Starkey/Mark Hudson/Gary Burr) – 3:14
10. What Love Wants to Be (Richard Starkey/Mark Hudson/Gary Burr) – 3:03
11. Love First, Ask Questions Later (Richard Starkey/Mark Hudson/Gary Burr/Dean Grakal) – 4:45
12. Elizabeth Reigns (Richard Starkey/Mark Hudson/Gary Burr/Steve Dudas/Dean Grakal) – 3:57
13. English Garden (Richard Starkey/Mark Hudson/Gary Burr/Steve Dudas/Dean Grakal) – 3:17

- Inklusive des Liedes I Really Love Her (Richard Starkey/Mark Hudson)

## Wiederveröffentlichungen
- Die CD-Veröffentlichung aus dem Jahr 2003 wurde bisher nicht neu remastert.
- Im August 2007 wurde das Album im Download-Format veröffentlicht.

## USA-Deluxe-Edition

### Bonus-Titel
1. Blink (Richard Starkey/Mark Hudson/Steve Dudas/Dean Grakal) – 2:52
2. OK Ray (Richard Starkey/Mark Hudson/Steve Dudas/M. Hart/R. Foote) – 3:02
3. I’m Home (Richard Starkey/Mark Hudson/Steve Dudas) – 3:23

### Extra CD
Ringo Rama Radio Hour Interview – rund 59 Minuten Spieldauer

### Extra DVD
Ringo Rama Limited Edition DVD – rund 70 Minuten Spieldauer

## Europa-Limited-Edition

### Extra DVD
Ringo Rama Land – rund 40 Minuten Spieldauer

## Single-Auskopplungen
Aus dem Album wurden keine Singleauskopplungen vorgenommen.
- Es wurde aber in Europa und den USA die Promotion-CD-Single Never Without You (Radio Edit) / Instant Amnesia veröffentlicht.[2]
- In den USA wurde noch die Promotion-CD-Single Imagine Me There hergestellt.[3]

## Chartplatzierungen
| ChartsChartplatzierungen       | Höchstplatzierung | Wochen |
| ------------------------------ | ----------------- | ------ |
| Vereinigte Staaten (Billboard) | 113 (2 Wo.)       | 2      |

## Sonstiges
- Eine Veröffentlichung im LP-Format erfolgte nicht.
- Für das Lied Never Without You wurde ein Musikvideo für Werbezwecke aufgezeichnet.
- Die europäische Limited Edition erschien am 22. April 2003 und enthält eine zusätzliche 40-minütige DVD. Die US-amerikanische Deluxe Version wurde am 11. November 2003 veröffentlicht und erhält neben drei bisher unveröffentlichten Liedern noch zusätzlich eine Interview-CD, die im Vorwege schon als Promotioninterview-CD erschien, und eine 70-minütige DVD.